# Spoorlijn Tommerup - Assens
De spoorlijn Tommerup - Assens (Deens: Assensbanen) was een lokale spoorlijn van het eiland Funen in Denemarken.

## Geschiedenis
De spoorlijn werd op 31 mei 1884 in gebruik genomen door de Danske Statsbaner (DSB) en loopt vanaf Tommerup in westelijke richting naar Assens. Op 21 mei 1966 werd het reizigersvervoer gestaakt waarna de lijn nog tot 1980 in gebruik bleef voor goederenvervoer ten behoeve van de suikerfabriek in Assens. Na 1980 werd de lijn nog zeer incidenteel voor goederenvervoer gebruikt.

## Huidige toestand

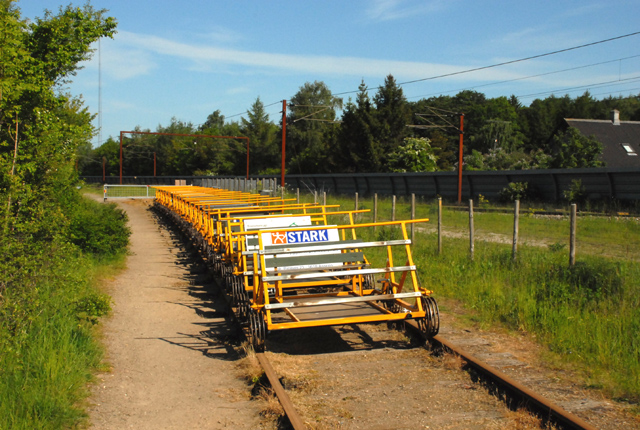
Draisines bij station Tommerup op 25 mei 2009.

Thans is de lijn buiten gebruik en is het mogelijk om met draisines te berijden.